# Prosper Bernard
Pour les articles homonymes, voir Bernard.
Prosper Bernard (qui choisit le nom chinois 那士榮, c'est-à-dire: Nà Shì Róng), né le 25 mai 1902 à Saint-Basile-le-Grand, au Québec (Canada) et mort (assassiné) le 18 mars 1943, à Fengxian (Chine), est un prêtre et missionnaire jésuite québécois qui fut assassiné en Chine par les Japonais au cours de la Seconde Guerre mondiale.

## Biographie
Prosper Bernard a vécu aux deux extrémités du Canada: à l’est au Québec et à l’ouest en Alberta. Devenu prêtre jésuite, il choisit d’aller en Chine. Prosper Bernard est parti pour la Chine en janvier 1938 tout comme le Dr. Norman Bethune, ce fameux médecin canadien, si bien connu en Chine. En Chine, le père Prosper Bernard a pris le nom de Na Shi Rong ( 那士榮 ).
En décembre 1941, Prosper Bernard était curé et directeur de l’école à Taolou à 10 km de Fengxian et à 80 km de Xuzhou, dans la partie septentrionale de la province du Jiangsu.

## Les circonstances de sa mort
Le 8 décembre 1941, à la suite de l’attaque de Pearl Harbor, le Canada, l’Angleterre et les États-Unis entrèrent en guerre contre l’empire du Japon. Immédiatement les Canadiens et les Américains se trouvant sur le territoire chinois (le pays étant occupé par le Japon depuis 1938) furent arrêtés.
Malgré l'interdiction de sortir de l’enceinte de l’église, les missionnaires continuaient à assurer l’école à l’intérieur du complexe, au grand déplaisir des Japonais. Ils furent exécutés par un officier japonais le 18 mars 1943 et enterrés dans l’enceinte de l’église.